# دالة شبه دورية

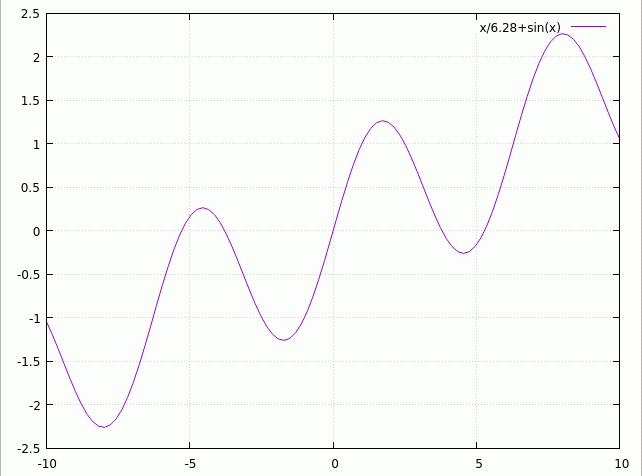

في الرياضيات، يقال عن دالة أنها دالة شبه دورية إذا كانت تشبه بعضا ما دالة دورية ولكنها لا تحقق التعريف الرسمي للدوال الدورية. {\displaystyle f(z+\omega )=g(z,f(z))}.
تعريفها كتالي f